# Munhwa Broadcasting Corporation
Munhwa Broadcasting Corporation (MBC) (문화방송주식회사?, Munhwa Bangsong JusikhoesaLR) è una società di trasmissione sudcoreana. Munhwa è una parola coreana per "cultura". Il suo canale televisivo terrestre principale MBC TV è il canale 11 per il digitale.

## Canali televisivi
Attuali
- MBC TV - notizie, sport e intrattenimento. È stata lanciata nel 1969 come HLKV-TV. È disponibile a livello nazionale sul canale 11, attualmente noto come HLKV-DTV.
- MBC Dramanet - drama e intrattenimento, conosciuto anche come MBC Drama. È stata lanciata nel 2001. È disponibile su provider via cavo e via satellite.
- MBC Sports+ - sportivo. È stata lanciata nel 2001 come MBC Sports Channel. È disponibile su provider via cavo e via satellite.
- MBC Every 1 - intrattenimento. È stata lanciata nel 2003 come MBC Movies. È disponibile su provider via cavo e via satellite.
- MBC M - musica. È stata lanciata nel 2012 come MBC Music. È disponibile su provider via cavo e via satellite.
- MBC Sports+ 2 - sportivo. È stata lanciata nel 2016. È disponibile su provider via cavo e via satellite.
- MBC On -  drama e intrattenimento. È stata lanciata nel 2019. È disponibile su provider via cavo e via satellite.

Cessati
- MBCGame - sport elettronici. È stata lanciata nel 2000 come LOOK TV, rilanciato nel 2001 come gembc. È stato chiusa nel 2012.
- MBC Life - canale documentario per le culture della vita. È stata lanciata nel 2005 e chiusa nel 2012.
- MBC QueeN - canale volto a un pubblico femminile. È stata lanciata nel 2013 e chiusa nel 2012.[Come fa ad essere stato chiuso un anno prima del lancio? Ricontrollare le date!]

## Canali radiofonici
- MBC Standard FM - notizie, attualità, sport e intrattenimento. È stata lanciata nel 1961 come HLKV-AM.
- MBC FM4U - k-pop, musica pop, musica classica e intrattenimento. È stata lanciata nel 1971 come HLKV-FM.
- Channel M - canale di trasmissione audio digitale.

## Società controllate
- MBC Plus - divisione della televisione a pagamento.
- MBC C&I - divisione della società di produzione.
- iMBC - divisione internet.
- MBC Arts - divisione visione artistica.
- MBC Play Fee
- MBC Academy - divisione formazione e gestione.
- MBC America - filiale statunitense.
- MBC Nanum